# Affaire Fabienne Kabou
Ne doit pas être confondu avec Kabou.
L'affaire Fabienne Kabou est une affaire criminelle française.

## Les faits, l'enquête
Le 19 novembre 2013, Fabienne Kabou, une femme d'origine Sénégalaise, abandonne sa fille Adélaïde de 15 mois sur une plage de Berck-sur-Mer, laissant la marée montante la noyer.
Le lendemain un peu avant 8 heures, le corps d'Adélaïde est découvert sur la plage par un pêcheur à pied de crevettes.

## Procès
Le 24 juin 2016 en première instance à la cour d'assises du Pas-de-Calais à Saint-Omer, Fabienne Kabou est condamnée à vingt ans de réclusion criminelle. Elle fait appel de cette décision.
Le procès en appel à lieu à la cour d'assises du Nord à Douai. Le 15 septembre 2017, Fabienne Kabou est condamnée à une peine allégée : quinze ans de réclusion, assortie d'un suivi socio-judiciaire de huit ans avec injonction de soins.

## Dans la culture

### Télévision
- « La fillette de Berck », premier reportage du « Spécial parents meurtriers » le 12 janvier 2015 dans Crimes sur NRJ 12.
- « Fabienne Kabou, L'infanticide de Berck » dans Faites entrer l'accusé sur RMC Story le 17 octobre 2021.

### Cinéma
- Cette affaire d'infanticide a fait l'objet en 2022 d'une adaptation cinématographique, par la réalisatrice et documentariste Alice Diop, intitulée Saint Omer, où s'était tenu le procès d'assises.

### Radio
- «Fabienne Kabou l'ensorcelée », dans Affaires sensibles présenté par Fabrice Drouelle, première diffusion le 23 avril 2021 sur France Inter.